# Ołeksandr Żurawlow
Ołeksandr Nykyforowycz Żurawlow (ukr. Олександр Никифорович Журавльов, rus. Александр Никифорович Журавлёв, Aleksandr Nikiforowicz Żurawlow; ur. 1 września 1945 w Woroszyłowgradzie) – ukraiński piłkarz, grający na pozycji obrońcy, a wcześniej pomocnika, były reprezentant ZSRR, trener piłkarski.

## Kariera piłkarska

### Kariera klubowa
Wychowanek Szkoły Piłkarskiej Trudowi Rezerwy Ługańsk. Pierwsze trenerzy - Petro Bujanow i Ołeksandr Iljunow. W 1967 rozpoczął karierę piłkarską w miejscowym klubie Zoria Woroszyłowgrad. W lipcu 1970 przez konflikt z głównym trenerem Germanem Zoninym przeszedł do Szachtara Kadijewka. Ale już na początku 1971 powrócił do Zorii, gdzie został obrany na kapitana drużyny. W 1979 zakończył karierę zawodową.

### Kariera reprezentacyjna
29 czerwca 1972 debiutował w narodowej reprezentacji ZSRR w towarzyskim meczu z Urugwajem. Łącznie rozegrał 3 mecze.

## Kariera trenerska
Po zakończeniu kariery zawodniczej pracował na stanowisku dyrektora SDJuSzOR Zoria Ługańsk. Od kwietnia do października 1995 pełnił funkcję głównego trenera Zorii. Obecnie kontynuuje pracę jako dyrektor SDJuSzOR Zoria Ługańsk.

## Sukcesy i odznaczenia

### Sukcesy klubowe
- mistrz ZSRR: 1972
- finalista Pucharu ZSRR: 1974, 1975

### Odznaczenia
- nagrodzony tytułem Mistrza Sportu ZSRR: 1966